# Gonomyia (Leiponeura) haploa
Gonomyia (Leiponeura) haploa is een tweevleugelige uit de familie steltmuggen (Limoniidae). De soort komt voor in het Neotropisch gebied.